# Randlett
|  | Per a altres significats, vegeu «Randlett (Oklahoma)». |

Randlett és una concentració de població designada pel cens del Comtat de Uintah (estat de Utah, Estats Units d'Amèrica).

## Demografia
Segons el cens dels Estats Units del 2000, Randlett tenia 224 habitants
, 63 habitatges, i 57 famílies. La densitat de població era de 16,6 habitants per km².
Dels 63 habitatges en un 33,3% hi vivien nens de menys de 18 anys, en un 39,7% hi vivien parelles casades, en un 38,1% dones solteres, i en un 9,5% no eren unitats familiars. En el 7,9% dels habitatges hi vivien persones soles el 7,9% de les quals corresponia a persones de 65 anys o més que vivien soles. El nombre mitjà de persones vivint en cada habitatge era de 3,56 i el nombre mitjà de persones que vivien en cada família era de 3,67.
Per edats la població es repartia de la següent manera: un 35,3% tenia menys de 18 anys, un 12,5% entre 18 i 24, un 24,1% entre 25 i 44, un 21,4% de 45 a 60 i un 6,7% 65 anys o més.
L'edat mediana era de 26 anys. Per cada 100 dones de 18 o més anys hi havia 81,3 homes.
La renda mediana per habitatge era de 16.591 $ i la renda mediana per família de 16.071 $. Els homes tenien una renda mediana de 17.083 $ mentre que les dones 13.750 $. La renda per capita de la població era de 6.042 $. Entorn del 48,3% de les famílies i el 54,5% de la població estaven per davall del llindar de pobresa.

## Poblacions properes
El següent diagrama mostra les poblacions més properes.